# Tranvía de Los Ángeles
El tranvía de Los Ángeles es un tranvía eléctrico planeado en la ciudad de Los Ángeles del Estado de California, Estados Unidos, que regresaría en una única ruta en Downtown Los Angeles. El sistema de tranvía del Ferrocarril de Los Ángeles funcionó en la zona a principios del siglo XX.

## Historia
A mediados de la década de los 90s, comenzó a explorarse la idea de regresar los tranvías a Los Ángeles. A lo largo de los años varias entidades y funcionarios estuvieron involucrados en este proceso que finalmente se centró en el centro de la ciudad. La congresista Lucille Roybal-Allard recaudó 100 000 dólares para un estudio de viabilidad realizado en septiembre de 2006. En 2008 fue respaldado por el concejal José Huizar como parte de su iniciativa Bringing Back Broadway, lo que le proporcionó un patrocinador.
En mayo de 2011, la Autoridad de Transporte Metropolitano del Condado de Los Ángeles (Metro), la ciudad de Los Ángeles, y varias partes interesadas empezaron a realizar estudios y reuniones públicas para explorar la viabilidad de restaurar el servicio de tranvías en el centro de la ciudad. Según la Metro, la restauración del tranvía promovería la revitalización del centro histórico y conectaría las personas con centros de empleo, distritos comerciales, instituciones culturales, monumentos históricos y lugares de entretenimiento.
Después de reducirlo a siete posibles alineamientos para su consideración inicial, un estudio adicional dio como resultado que se eligiera un alineamiento como Alternativa Preferida Localmente en enero de 2012.  Este alineamiento circularía por Grand Avenue, 1st Street, Broadway, 11th Street, Figueroa Street, 7th Street, y Hill Street, aunque también se incluyó una segunda alternativa que incluía una alineación en 9th Street en lugar de 7th Street; por lo tanto, se debían estudiar dos posibles alternativas para un posible desarrollo. Se esperaba que para la primavera de 2014 se hiciera público un borrador del impacto ambiental/evaluación ambiental para la construcción de estas dos alternativas.
A la fecha de julio de 2017, el proyecto habría asegurado al menos 390 millones de dólares en financiamiento local y se esperaba el inicio de operaciones a más tardar en 2021. Un distrito de impuestos a la propiedad creado a lo largo de la ruta propuesta, aprobada en 2012, proporcionaría entre 62.5 a 80 millones de dólares. La Medida M, un nuevo impuesto local sobre las ventas, proporciona 200 millones para el proyecto pero la financiación no estaría disponible hasta 2053. En julio de 2018, la Oficina de Ingeniería de la ciudad de Los Ángeles publicó la evaluación ambiental para comentarios públicos. En este punto, la alternativa de la 9th Street ya no estaba considerada. El audiencia pública para comentarios tuvo una escasa participación.
El 15 de agosto de 2018, el Consejo Municipal de Los Ángeles aprobó un plan de financiamiento para el proyecto, ordenó al personal que solicitara una subvención federal Small Stars y también presentara una propuesta a Metro para acelerara el financiamiento de la Medida M.